# Rob & Chris
Rob & Chris ist ein deutsches Musikprojekt bestehend aus den Produzenten und DJs Robin Brandes (bekannt als Rob Mayth) und Christopher Ast (auch bekannt als DJ Neo). Das Duo produziert auch unter Rob Mayth & DJ Neo.

## Karriere
Die digital via Zooland Records veröffentlichte Debütsingle Superheld, eine Mischung aus Dance, House und Rap, stieg im August 2009 auf Platz 95 der deutschen Charts ein. Besonders erfolgreich war das Stück in Österreich, wo es Platz 26 erreichte und über ein halbes Jahr in der Hitliste notierte. Das dazugehörige Musikvideo wurde von Christopher Ast, der auch für den Sprechgesang im Lied verantwortlich ist, produziert. Die Nachfolgesingles Wahnsinn und Eskalation konnten sich ebenfalls in den österreichischen Charts platzieren.

## Diskografie
Singles
- 2009: Superheld
- 2010: Wahnsinn
- 2011: Eskalation
- 2011: Durchgemacht (feat. Sandberg)
- 2012: Mond (feat. Sandberg)
- 2012: 150 Beatz
- 2013: Autobahn
- 2013: MC Overtaker (Rob Mayth & DJ Neo)
- 2013: We aRe oNe (Hymne zum Easter Rave Event 2013)
- 2013: Geil
- 2014: Die Ganze Nacht
- 2014: Emergency (Rob Mayth & DJ Neo)
- 2014: Uh La La La
- 2014: Feuer Frei
- 2015: Rückenwind (feat. Dan O’Clock)
- 2015: Hardcore Vibes (Rob Mayth & DJ Neo)
- 2015: Wir brauchen Bass
- 2016: Zeitmaschine
- 2016: Instabitch (feat. Udo Bönstrup)
- 2016: 152 Beatz
- 2017: Die Show beginnt
- 2017: Geisterschloss
- 2017: Bitte Noch Einmal
- 2017: PoliPSY
- 2018: Superheld 2018 (feat. Jennifer Sturm)
- 2020: Körperzellen Rock (feat. Udo Bönstrup)

Remixe
- 2010: Love Is On Fire – ItaloBrothers
- 2010: Joli Garcon – Lolita Jolie
- 2011: Außergewöhnlich – Finger & Kadel
- 2012: Think About The Way – Groove Coverage feat. Rameez
- 2012: Drunken / Was Wollen Wir Trinken – Basslovers United
- 2012: Non Non Non – Lolita Jolie
- 2013: Don't Stop The Dancing – Manian feat. Carlprit
- 2013: Sax – Picco & Karami
- 2013: I Wanna Dance With You – Lolita Jolie
- 2014: Beam Me Up – Menderes
- 2015: Bonjour Madame – Lolita Jolie
- 2015: Internet – Nadine Cevik vs. DJ Ostkurve
- 2020: Körperzellen Rock – Schlageredition (fest. Udo Bönstrup)